# Nele Leeten
Nele Leeten (1970 – 5 november 2020) was een Belgische interieurarchitect.

## Studies en loopbaan
Nele Leeten studeerde in 1993 af als interieurarchitect aan het Provinciale Hoger Architectuur Instituut, dat momenteel deel uitmaakt van de Faculteit Architectuur en kunst van de Universiteit Hasselt in Diepenbeek, België.
Na haar studies werkte zij voor Creneau International, een ontwerpstudio die focust op interieurarchitectuur en branding, en verbleef ze in Barcelona, Spanje, gedurende een jaar. Dit verblijf had een grote invloed op haar eigen ontwerppraktijk en ontwikkeling. Terug in België werkte Nele Leeten als zelfstandig interieurarchitect. Haar studio droeg de naam Eso es Design Clinic. In 2014 richtte zij Studio SMUK op samen met David Francart.

## Werk
De projecten van Leeten waren geïnspireerd door een fascinatie voor Scandinavië en de Scandinavische levenswijze. Hierbij zijn vooral de ‘natuur’ en het contact hiermee belangrijke aspecten. Zij werkte in het bijzonder graag aan retailruimtes. Samen met haar partner binnen Studio SMUK ontwierp ze ook horecaprojecten (vb. bars, restaurants) en private projecten voor particulieren met specifieke ontwerpvragen.
Haar passie voor de natuur wordt voortgezet in de VZW in oprichting “Bomen voor Nele” opgericht door haar vrienden, met als doel te investeren in boomaanplanting in Vlaanderen in de strijd tegen klimaatopwarming.

## Prijzen
- 2010 – Laureaat van de ‘Design In Detail Award 2010’ met het retailproject ‘Franken Kleding’.
- 2011 – Geselecteerd voor de ‘Absolute Favorite 2011’ van DIDA met het project ‘Franken Kleding’[5][6]
- 2018 – Genomineerd voor ‘Best Store Design’ van Nana Woody & John Awards met het project ‘Kruytzer Optiek & Optometrie’.